# Verticillium dahliae

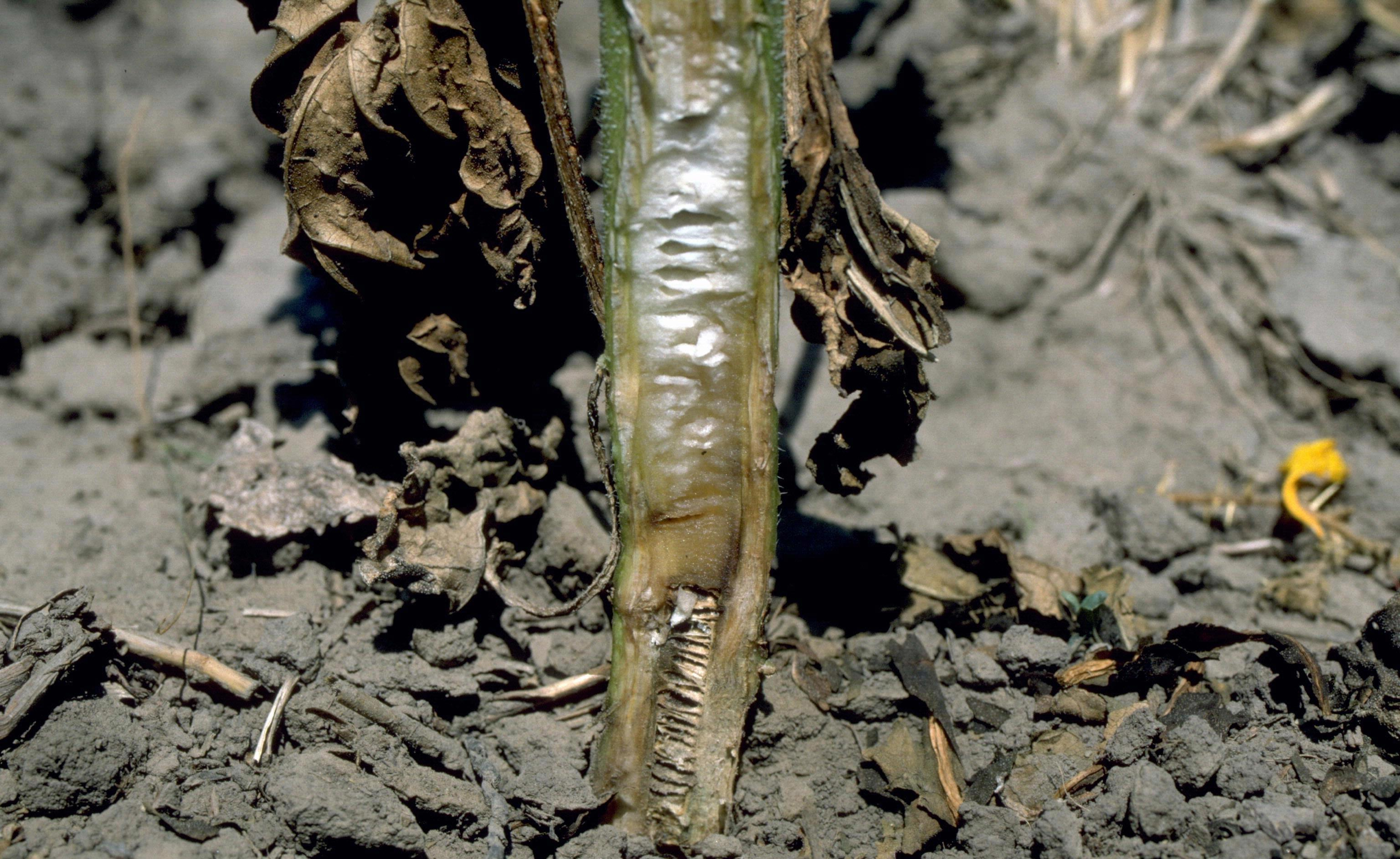
Przekrój przez łodygę słonecznika porażonego Verticillium dahliae

Verticillium dahliae Kleb.– gatunek grzybów należący do klasy Sordariomycetes. W Polsce ma status organizmu kwarantannowego.

## Systematyka i nazewnictwo
Pozycja w klasyfikacji według Index Fungorum: Verticillium, Plectosphaerellaceae, Glomerellales, Hypocreomycetidae, Sordariomycetes, Pezizomycotina, Ascomycota, Fungi.
Synonimy:

- Verticillium albo-atrum f. angustum Wollenw. 1929
- Verticillium albo-atrum var. chlamydosporale Wollenw. 1929
- Verticillium albo-atrum var. dahliae (Kleb.) R. Nelson 1950
- Verticillium albo-atrum var. medium Wollenw. 1929
- Verticillium dahliae f. angustum (Wollenw.) J.F.H. Beyma 1940
- Verticillium dahliae f. cerebriforme J.F.H. Beyma 1940
- Verticillium dahliae f. chlamydosporale (Wollenw.) J.F.H. Beyma 1940
- Verticillium dahliae Kleb. 1913 f. dahliae
- Verticillium dahliae f. medium (Wollenw.) J.F.H. Beyma 1940
- Verticillium dahliae f. zonatum J.F.H. Beyma 1940
- Verticillium dahliae Kleb. 1913 var. dahliae
- Verticillium ovatum G.H. Berk. & A.B. Jacks. 1926
- Verticillium tracheiphilum Curzi 1925[3].

Występuje w postaci anamorfy, teleomorfa nie jest znana.

## Morfologia
Hodowany w temperaturze 23 °C na agarze z dekstrozą ziemniaczaną i na agarze słodowym tworzy grzybnię o białej lub śmietankowej barwie. Po pewnym czasie zmienia barwę na czarną w wyniku wytwarzania w starszych koloniach dużej ilości czarnych mikrosklerocjów. Konidiofory mniej lub bardziej wyprostowane, bezbarwne, rozgałęzione. Na każdej gałązce końcowej znajdują się 3-4 fialidy, niekiedy wtórnie dzielące się. Fialidy są zróżnicowanej wielkości, najczęściej mają długość 16–35 μm i grubość 1–2,5 μm. Konidia powstają pojedynczo na wierzchołkach fialid. Mają kształt od elipsoidalnego do półcylindrycznego, są bezbarwne, nieseptowane lub z jedną przegrodą. Rozmiar 2,5–8 × 1,5–3 μm u odmiany dahliae i 5–12,5 × 1,5–3,5 μm u odmiany longisporum (według Index Fungorum obydwie odmiany to synonimy).
Formą przetrwalnikową są ciemnobrązowej barwy mikrosklerocja. Chlamydospory nie są wytwarzane. Mikrosklerocja zbudowane są ze strzępek o barwie od ciemnobrązowej do czarnej, mają zmienny kształt i zmienne rozmiary 15–50 (100) μm. Mogą być kuliste, wydłużone lub nieregularnie kuliste.
Strzępki są septowane, komórki jednojądrowe, haploidalne.

## Występowanie i siedlisko
Jest szeroko rozprzestrzeniony na kuli ziemskiej, głównie na obszarach o klimacie umiarkowanym i subtropikalnym. W tropikach spotykany jest bardzo rzadko.
Pasożyt i saprotrof roślin. Jest polifagiem i występuje na bardzo licznych gatunkach roślin, zarówno drzewiastych, jak i zielnych. Wywołuje u nich chorobę ogólnie nazywaną werticiliozą. Wśród roślin uprawnych są to werticilioza astra, werticilioza chmielu, werticilioza chrzanu, werticilioza chryzantemy, werticilioza drzew i krzewów owocowych, werticilioza gerbery, werticilioza liatry, werticilioza lilaka, werticilioza maliny, werticilioza słonecznika, werticilioza tojadu, werticilioza róży, werticilioza rzepaku, werticilioza truskawki, werticilioza zatrwianu, werticilioza ziemniaka, wśród roślin leśnych werticilioza drzew liściastych.

## Gatunki podobne
Często Verticillium dahliae mylony był z Verticillium albo-atrum. Odróżnia się od niego obecnością prawdziwych, tworzących kolonie mikrosklerocjów, które przy wzroście temperatury do 30 °C stają się czarne. W tkankach roślinnych podstawowe człony konidioforów V. albo-atrum są brązowe, a jego konidia niemal dwukrotnie większe od konidiów V. dahliae. Dawniej V albo-atrum przypisywano główną rolę w wywoływaniu werticiliozy, według nowszych badań naukowych to V dahliae jest głównym patogenem tej choroby.
Verticillium tricorpus odróżnia się pomarańczową grzybnią oraz wytwarzaniem wszystkich form przetrwalnikowych: grzybni przetrwalnikowej, chlamydospor i mikrosklerocjów.